# Kleisloot (Harkstede)
De Kleisloot is een voormalig veenriviertje in de provincie Groningen, dat ontsprong bij een drietal veenmeertjes ten noorden van Harkstede. Het was een van de hoofdwatergangen van het Scharmerzijlvest en een van de bronrivieren van de Fivel.
De Kleisloot wordt mogelijk genoemd in 1370 als een kanaal dat de Weterlesne heette (met de Friese uitgang -lêsne 'lozing', dus 'waterlozing'). De naam Cleysloet wordt voor het eerst vermeld in 1471. De Kleisloot neemt ter hoogte van Garmerwolde het water van de Oude Kwens op en verenigt zich bij Woltersum met de benedenloop van de Scharmer Ae. Hier sprak men in 1471 van den Nijen Cleysloet, nadat een meander bij Roeksweer was afgesneden (de horne die scleeps afgegraven is). Vroeger zette het riviertje zich voort als Lustigemaar om bij Ten Post in de Fivel uit te monden; dit tracé werd ook wel Waterlozing genoemd. De verdere loop is hier afbroken door de aanleg van het Eemskanaal rond 1870.
Ter hoogte van de buurtschap Roeksweer verbreedde de Kleisloot zich tot een langgerekt meertje, dat Rietboor of Het Wijde heette en eigendom was van de aangrenzende landgebruikers. Sinds 1848 diende de Kleisloot als uitwatering voor de Groote Harkstederpolder.
Het document uit 1370 noemt daarnaast de Midelberghera Weterlesne, dat is de Euvelgunner Waterlozing te Middelbert, die via het Oldemaar of Oude Damstermaar (een voorloper van het Damsterdiep) bij Oosterdijkshorn uitmondde het Lustigemaar, de voortzetting van de Kleisloot. De Waterlozing is tevens de naam van een nog bestaand een afwateringskanaaltje in de Kloostermolenpolder tussen Ten Boer en Sint Annen.
Rond 1750 waterde het gebied ten westen van de Kleisloot bij Heidenschap via enkele poldermolens aan de Grasdijk uit in de richting van het Damsterdiep, zoals blijkt uit de kaarten van Theodorus Beckeringh. Dit gebied stond later bekend als de Heidenschapperpolder.
Ook de sloot langs de Bedumerweg in Groningen wordt vanouds als Kleisloot aangeduid.